# Geraldo Del Rey
Geraldo Del Rey, all'anagrafe Geraldo Homem D'El Rey Silva (Ilhéus, 29 ottobre 1930 – San Paolo del Brasile, 25 aprile 1993), è stato un attore brasiliano.

## Biografia
Seguì corsi di teatro durante gli anni universitari a Bahia e a vent'anni ebbe un ruolo nel film Somos dois.
Negli anni 60 divenne uno dei più noti attori cinematografici brasiliani: lavorò infatti in importanti film del Cinema Novo, come Bahia de Todos os Santos, A grande feira, Tocaia no asfalto, La parola data, Il dio nero e il diavolo biondo, O Santo Milagroso. La grande somiglianza con Alain Delon lo rese un sex symbol nel suo Paese.
A partire dagli anni 60 fu attivo anche in tv, lavorando nelle telenovelas prodotte da Rede Tupi, Rede Excelsior e Rede Globo, inizialmente a volte come protagonista. Durante i momenti più oppressivi della dittatura militare Del Rey, dichiaratamente antifascista, si vide offrire ruoli modesti, che seppe comunque valorizzare. Negli ultimi dieci anni apparve soprattutto nelle produzioni Bandeirantes e SBT, ma a causa del suo precoce invecchiamento fisico fu scelto quasi sempre per le caratterizzazioni di personaggi severi o malvagi, come per esempio in L'amore vero non si compra.
Morì nel 1993 per un tumore polmonare.

## Vita privata
Sposò nel 1963 la giornalista televisiva Tânia Carvalho, che nel 1967 gli dette un figlio, Fabiano. La coppia divorziò nel 1970.

## Filmografia

### Cinema
- Somos dois (1950)
- Redenção (1959)
- Bahia de Todos os Santos (1960)
- A Grande Feira (1961)
- Tocaia no Asfalto (1962)
- La parola data (1963)
- Sol sobre a Lama (1963)
- Il dio nero e il diavolo biondo (1964)
- Lampião, o Rei do Cangaço (1964)
- Entre o Amor e o Cangaço (1965)
- Menino de Engenho (1965)
- Cristo de Lama (1966)
- O Santo Milagroso (1966)
- Mudar de vida (1966)
- O vigilante em missão secreta (1967)
- Bebel, Garota Propaganda (1968)
- Um uísque antes, um cigarro depois (1969)
- Anjos e Demônios (1970)
- Ana Terra (1971)
- Um homem tem que ser morto (1973)
- A Carne (1975)
- Núpcias vermelhas (1975)
- A Idade da Terra (1980)
- Asa Branca - Um Sonho Brasileiro (1980)
- Garota Dourada (1984)
- Dedé Mamata (1988)
- Os Heróis Trapalhões - Uma Aventura na Selva (1988)

### Telenovelas e miniserie
- Um Dia… Talvez (1963)
- Ilsa (1964)
- Em Busca da Felicidade (1965)
- O Céu É de Todos (1965)
- Pecado de Mulher (1965)
- Vidas Cruzadas (1965)
- Abnegação (1966)
- Anjo Marcado (1966)
- Os Miseráveis (1967)
- A Gata de Vison (1968)
- A Última Valsa (1969)
- Véu de Noiva (1969)
- E Nós Aonde Vamos? (1970)
- Editora Mayo, Bom Dia (1971)
- Sol Amarelo (1971)
- Camomila e Bem-Me-Quer (1972)
- Os Fidalgos da Casa Mourisca (1972)
- Divinas & Maravilhosas (1973)
- Rosa-dos-ventos (1973)
- A Barba Azul (1974)
- O Sheik de Ipanema (1975)
- Vila do Arco (1975)
- Canção para Isabel (1976)
- Roda de Fogo (1978)
- O Todo-poderoso (1979)
- A Leoa (1982)
- Braço de Ferro (1983)
- Joana (1984)
- Doppio imbroglio (1986)
- Chapadão do Bugre (miniserie) (1988)
- Capitães da Areia (miniserie) (1989)
- Colônia Cecília (miniserie) (1989)
- L'amore vero non si compra (Cortina de Vidro) (1989)
- Escrava Anastácia (miniserie) (1990)
- Fronteiras do Desconhecido (1990)
- Luna piena d'amore (Lua Cheia de Amor) (1990-91)
- Anos Rebeldes (miniserie) (1992)
- Pedra Sobre Pedra (1992)